# Macrothele bannaensis
Macrothele bannaensis là một loài nhện trong họ Hexathelidae. Loài này phân bố ở Trung Quốc.